# Lypotigris reginalis
Espèce
Lypotigris reginalis est une espèce d'insectes lépidoptères (papillons) de la famille des Crambidae.

## Philatélie
Ce papillon figure sur une émission de Cuba de 1965 (valeur faciale : 13 c.).

## Synonyme
- Phalaena reginalis Stoll, 1781

## Première publication
C. Stoll in P. Cramer, Papillons exotiques des trois parties du monde, l’Asie, l’Afrique et l’Amérique (1781) Texte complet